# حسين الأكرف
 حسين أحمد علي الأكرف هو منشد شيعي، له العديد من الإصدارات الإنشادية وكذلك هو منشد للقصائد الراثية للحسين بن علي بن أبي طالب وهذا النوع من المنشدين يعرف في المذهب الشيعي باسم الرادود، ولد في 30-12-1972 م في قرية الدراز وهو من قرية الدراز الساحلية من قرى البحرين، وقد اشتهر حسين الأكرف بين أبناء المذهب الجعفري بسبب الرسالة التي يقدمها من خلال قصائده. كما اشتهر كذلك في أوساط أهل السنة بقصائده الوجدانية. درس الأكرف في البحرين ثم ذهب إلى النجف في العراق لدراسة العلوم الدينية في الحوزة العلمية هناك عام 1989، عاد إلى بلاده إثر حرب الخليج الثانية واستقر بها حتى عام 1991 ثم عاود مواصلة الدراسة الدينية في منطقة قم في إيران، وفي عام 1995 عاد إلى بلاده واعتقل 4 سنوات أثناء الانتفاضة التي كانت تطالب بعودة الديمقراطية المعطلة منذ عام 1973م
يعتبر المجدد الأبرز في تاريخ الإنشاد والرثاء في البحرين، فقد أسس أسلوباً في مطلع 1992م في العزاء الحسيني عرف بعد حين بمدرسة تعدد الألحان والإيقاعات، ولم يسبقه أحد في هذه المدرسة، حتى اشتهرت البحرين بها وعرفت بالمدرسة البحرانية التي ميزتها عن باقي المدارس العزائية في العراق وإيران، وإن الغالبية العظمى من رواديد البحرين والمنطقة الشرقية في المملكة العربية السعودية وبعض رواديد الكويت وعمان والإمارات دخلوا هذه المدرسة واعتمدوها وطور البعض فيها وأضاف عليها.
أسس مع نخبة من الرواديد الرابطة الحسينية للشعراء والرواديد في البحرين عام 2005م والتي كان من أعضائها الأساسيين مع بعض الرواديد المعروفين في البحرين مثل عبدالأمير البلادي، عبدالجبار الدرازي وعباس يوسف، ،ورأسها لدورتين متتاليتين عن طريق الانتخابات الحرة المباشرة، وتضم الرابطة الحسينية ما يزيد عن 500 منشد وشاعر. حسين الأكرف من مواليد مدينة المحرق 30-12-1972م. نشأ وترعرع في قرية الدراز وتدرج في مدراس التربية والتعليم المعتادة كأي فتيً بحريني يسجل حضوره في المدرسة والمسجد، وبعد إتمامه للشهادة الثانوية سعى فضيلته إلى طلب العلم بمتابعة الدراسة الحوزية في النجف في بداية عام 1989 م، إلا أنه عاد إلى البلاد إبان حرب الخليج الثانية ليستقر فيها إلى ما بعد تحرير الكويت، ويعاود مواصلة الدراسة الحوزية في مطلع 1991 م في مدينة قم.
من أشهر أنشطة مشاركته الفاعلة في مواكب العزاء، وإلى جانب مشاركته كرادود في العزاء، فهو خطيب حسيني، وطالب حوزوي يدرس البحث الخارج حالياً، ويركز على التأليف.

## بعض إصدارات الرادود
- غيرنا بك الدنيا (2015)
- أوراق العطش (2014)
- طال انتظاري (2013)
- حراس العقيدة (2013)
- غيور عليك (2013)
- وانشق القمر (2012)
- ربيع الحسين (2012)
- يا عزيز فاطمه (2011)
- أنا مع القرآن (2011)
- لا شريك لك (2010)
- الأربعون والأسى (2010)
- منك وإليك (2009)
- إنهم مسؤلون (2009)
- إبـاء (2009)
- أول دمعة (2008)
- أسرار (2008)
- هذا علي (2007)
- تذكر (2007)
- مشاعر (2007)
- فداك (2007)
- وقفة ألم (2007)
- أي جرح (2004)
- مآسينا (2004)
- أولياء (2006)
- أحاديث (2007)
- الباذلين
- فاجعة الكتاب (2003)
- الاسم الأعظم (2005)
- هم فيه مختلفون (2006)
- حيدر الوطن الأكبر
- الحق معك (2007)
- وداعاً علي (2006)
- الدمعة المحرومة (2007)
- خزانة الأسرار
- ضمايا فاطمة
- ماء الحنين (2008)
- هذا الفراق (2006)
- صبراً آل محمد (2006)
- الأمر تمهد (2007)
- متى نراك (2008)
- لبيك يا محمد (2006)
- زين العباد
- الحسين.. صرخة الدنيا
- الحسين.. منقذ العالمين
- حقوق الإنسان
- حيارى
- سفير الحسين
- طير الحرم
- عفير الجبين
- علميني واصنعيني
- وداع مكة
- يا كربلاء العطاء
- حليلة حيدر
- حرمة الإسلام
- الحزن الأحمر
- الوعد الصادق
- شاطئ الإيثار
- تكبيرة العرش

بدر المياد

## إصدارات الأناشيد
- مشاعر (2005)
- الوعد الصادق (2006) - وقد تم إصدار نسختين واحدة مع الموسيقى والأخرى بدونها -
- تذكر (2007)
- حق العودة (2008)
- ضفاف (2009)
- لا شريك لك (2010)
- معاني (2012)
- أتعبتني يا قلب